# Consiglio dei ministri della Repubblica francese
In Francia, il Consiglio dei ministri (in francese: Conseil des ministres) è l'unico organo collegiale costituzionale dell'esecutivo con funzioni di governo a "collegialità limitata" (collégialité limitée). Il Consiglio include i ministri, ma anche i segretari di Stato e comprende il governo insieme al Primo ministro.

## Competenze
Secondo la Costituzione della Quinta Repubblica francese, devono essere presentati in Consiglio dei ministri, prima di entrare in vigore, certi atti di governo : 
- le ordinanze (atti del governo in materie però normalmente riservate alla legge, dopo autorizzazione del Parlamento), secondo l'articolo 38 della Costitutzione;
- certi decreti, chiamati allora "decreti in Consiglio dei ministri" (décrets en Conseil des ministres) :
  1. quelli riguardanti alla nomina dei consiglieri di Stato, del Cancelliere della Legion d'onore, degli ambasciatori e iniviati straordinari, dei "consiglieri-maestri" (conseillers-maîtres) alla Corte dei conti, dei prefetti, dei rappresentanti dello Stato nelle collettività territoriali d'oltremare il cui statuto è definito dall'articolo 74 della Costituzione (ovvero, la Polinesia francese, Wallis-et-Futuna, Saint-Barthélémy, Saint-Martin e Saint-Pierre e Miquelon) e in Nuova-Caledonia, degli ufficiali generali, dei rettori delle academie, e dei direttori delle amministratzioni centrali, secondo l'articolo 13 della Costituzione;
  2. quelli che proclamano lo stato d'assedio, secondo l'articolo 36 della Costituzione.

Inoltre, la Costituzione prevede, nel suo articolo 49, che la consulta del Consiglio dei ministri da parte del Primo ministro sia necessaria prima che egli possa mettere in gioco la fiducia davanti al Parlamento a proposito del suo programma, di una dichiarazione di politica generale, o di un progetto di legge.
Infine, leggi organiche, leggi o decreti possono prevedere che altre materie, non previste dalla Costituzione, debbano essere trattate in Consiglio dei ministri.

## Presidenza del Consiglio dei ministri
La Presidenza del Consiglio dei ministri è a carico del Presidente della Repubblica, e, in sua assenza, o in caso di sostituzione, del Primo ministro. In realtà, a causa di questo escamotage giuridico, il primo ministro francese non è realmente un primo ministro, per cui il Consiglio dei ministri francese non ha equivalenti in altri sistemi parlamentari.
Se la maggioranza parlamentare è d'accordo con il presidente, il presidente è di fatto capo del governo, mentre nel caso opposto, si realizza una sorta di convivenza istituzionale chiamata, coabitazione, (in francese cohabitation), dove il primo ministro è in realtà a capo del governo.
Durante questi periodi di coabitazione, il ruolo del Consiglio dei ministri è molto ridotto, le decisioni essendo in realtà già state prese prima di esso in assenza del presidente della Repubblica. Secondo André Santini, segretario di Stato e poi ministro delegato nel secondo governo di Jacques Chirac, durante la prima coabitazione tra un presidente di sinistra ed un governo di destra, i Consigli duravano solo venti minuti ed i ministri vi leggevano la propria posta.

## Processo
Le riunioni del Consiglio dei ministri si tengono solitamente ogni mercoledì all'ora di pranzo nel Salon Murat del Palazzo dell'Eliseo. Ad agosto, il Consiglio dei ministri si prende tre settimane di ferie. È consuetudine che il Primo Ministro si sieda di fronte al Presidente della Repubblica.
Tradizionalmente, durante le riunioni, il Ministro degli Esteri tiene una breve conferenza sugli attuali eventi internazionali. Successivamente, il presidente concede la parola a vari ministri il cui ministero è attivo su una specifica agenda politica, sulla proposta di una nuova legge, o su dei negoziati relativi a specifici argomenti. Il Presidente poi firma gli atti negoziati nel Consiglio dei ministri. Al termine della riunione del Consiglio dei ministri, verrà redatto un comunicato relativo agli argomenti trattati e commentati dal ministro responsabile.